# マクシミリアン・ド・ボアルネ
マクシミリアン・ド・ボアルネ（フランス語: Maximilian de Beauharnais, 1817年10月2日 - 1852年11月1日）は第3代ロイヒテンベルク公でロシア皇帝ニコライ1世の長女マリア・ニコラエヴナ大公女の夫。ナポレオン・ボナパルトの妻ジョゼフィーヌ・ド・ボアルネの孫でフランス皇帝ナポレオン3世とオーストリア皇帝フランツ・ヨーゼフ1世のいとこにあたる。
物理学者モーリッツ・フォン・ヤコビの教え子で電型を普及させた先駆者の1人であり、銅や青銅の金属加工全般の専門家だった。また、美術品収集家でもあった。

## 生涯

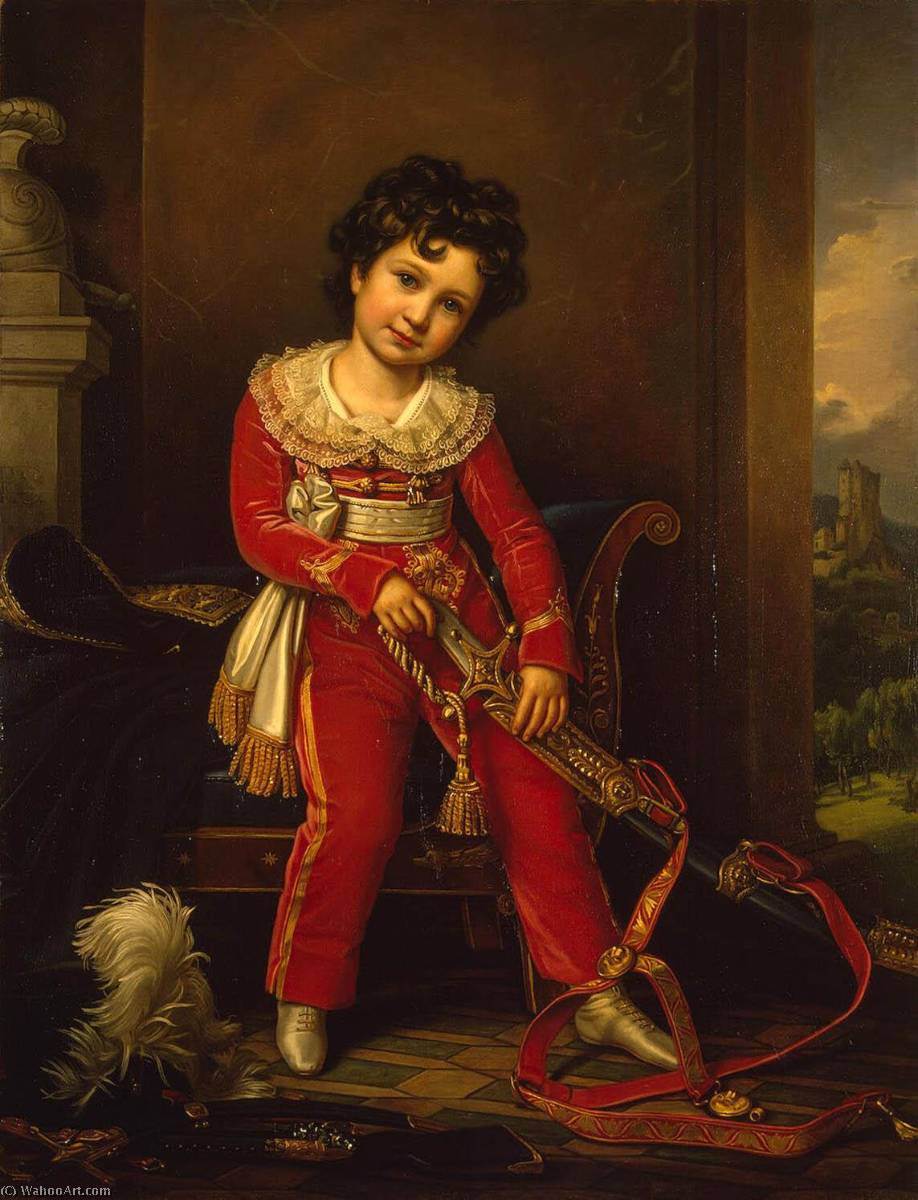
幼少時のマクシミリアン。ヨーゼフ・カール・シュティーラー画、1821年

1817年、ナポレオンの継子であるウジェーヌ・ド・ボアルネとその妻アウグステ・フォン・バイエルンの末子としてミュンヘンで生まれた。全名はマクシミリアン・ジョゼフ・ウジェーヌ・オーギュスト・ナポレオン（Maximilian Joseph Eugene Auguste Napoleon）。兄オーギュストはポルトガル女王マリア2世の王配、姉アメリーとジョゼフィーヌはそれぞれブラジル皇帝ペドロ1世の皇后、スウェーデン王オスカル1世の王妃となっている。
母方の祖父バイエルン王マクシミリアン1世は、同年11月14日に父ウジェーヌにロイヒテンベルク公位と半独立的なアイヒシュテット侯領を授けた。この称号は、アイヒシュテット（現在のドイツ・バイエルン州の町）にある侯領の所有者としてのものであった。マクシミリアンは「ロイヒテンベルク公子」となり兄オーギュストに次いで公位継承順位2位であった。
1824年2月21日、ウジェーヌが亡くなり兄オーギュストが公位を継いだ。兄は独身であったため、マクシミリアンが推定相続人となった。オーギュストは1835年にポルトガル女王マリア2世と結婚したが、結婚後わずか2ヶ月で肺結核のために急逝した。彼に子はなく、マクシミリアンが公位を継承した。
1839年7月2日、マクシミリアンはロシア大公女マリア・ニコラエヴナと冬宮殿の礼拝堂で結婚した。マリアは皇帝ニコライ1世の長女であった。義父ニコライ1世は、ナポレオン1世の子孫である娘婿にロシア皇族及びフィンランド大公家の一員として殿下（Императорского Высочества）の称号を与えた（厳密に言うと、父ウジェーヌはナポレオン1世の養子であり、血縁関係は全くない。この場合はウジェーヌをナポレオンの実子とみなす拡大解釈をした）。
1852年、マクシミリアンはサンクトペテルブルクで病死した。

## 子女
マクシミリアンとマリアには7子が生まれた。
- アレクサンドラ（1840年 - 1843年）
- マリア（1841年 - 1914年） - バーデン大公子ヴィルヘルムと結婚。
- ニコライ（1843年 - 1891年） - 第4代ロイヒテンベルク公。
- エフゲニヤ（1845年 - 1925年） - オルデンブルク公子アレクサンドル（ピョートル公子の次男）と結婚。
- エフゲニー（英語版）（1847年 - 1901年） - 第5代ロイヒテンベルク公。ダリア・オポトチニナ（ミハイル・クトゥーゾフの孫）と結婚。死別後ジナイダ・スコベレワ（ロシア語版）（ミハイル・スコベレフの妹）と再婚。
- セルゲイ（1849年 - 1877年） - 露土戦争で戦死。
- ゲオルギー（1852年 - 1912年） - 第6代ロイヒテンベルク公。オルデンブルク公女テレーザ[注釈 2]と結婚。一人息子アレクサンドル（1881年 - 1942年）をもうける。死別後、1889年にモンテネグロ王女スタナと再婚。セルゲイ（1890年 - 1974年）とエレナ（1892年 - 1971年）をもうけた。

## 子孫
- マクシミリアン・フォン・バーデン - 次女マリア・マクシミリアノヴナの子。第一次世界大戦中のドイツ帝国宰相。
- ピョートル・アレクサンドロヴィチ・オリデンブルクスキー - 三女エフゲニヤの子。皇帝ニコライ2世の妹オリガ・アレクサンドロヴナの最初の夫。
- ダリア・ド・ボアルネ - 次男エフゲニーの子。ロシア革命後ソビエト国籍を取得してロシアに留まることを選んだが、大粛清期に処刑。

## 栄典
バイエルン王国
- 聖フーベルトゥス勲章（英語版）- 1839年[1]

諸外国
- ロシア帝国[2]
  -  聖アンドレイ勲章（ロシア語版） - 1838年
  -  聖アレクサンドル・ネフスキー勲章 - 1838年
  -  白鷲勲章（英語版）- 1838年
  -  聖アンナ勲章（英語版）一等 - 1838年
- ブラジル帝国： 南十字星勲章[2]
- ギリシャ王国： 救世主勲章（英語版）[2]
- プロイセン王国[2]
  -  黒鷲勲章 - 1841年6月2日[3]
  -  赤鷲勲章（英語版）大十字章
- ポルトガル王国： 塔と剣勲章（英語版）[2]
- ザクセン＝ヴァイマル＝アイゼナハ大公国： 白隼勲章（英語版）- 1841年5月20日[4]
- ザクセン王国： ルーテン王冠勲章（英語版）- 1841年[5]
- スウェーデン[2]
  -  セラフィム勲章（英語版）- 1835年8月12日
  -  剣勲章（英語版）
- ヴュルテンベルク王国： ヴュルテンベルク王冠勲章（英語版）[2]